# Xala
Pour plus de détails, voir Fiche technique et Distribution.
Xala est un film réalisé par Ousmane Sembène en 1975, adapté de son roman éponyme paru en 1973.

## Synopsis
Un homme d’affaires sénégalais, El Hadj Abdoukader Beye, prend une troisième épouse, preuve de sa réussite sociale et économique. Mais le soir du mariage, il ne peut consommer son union : il est devenu impuissant. Il soupçonne ses deux premières épouses, et ne se rend pas compte qu’il croise le coupable chaque jour. 

## Distribution
- Thierno Lèye : El Hadji Abdou Kader Beye
- Douta Seck : l'aveugle
- Younousse Sèye : la deuxième épouse
- Myriam Niang : Rama, la fille de El Hadji
- Seune Samb : la première épouse
- Dyella Toure  : la troisième épouse
- Fatim Diagne : la secrétaire

## Fiche technique
- Réalisation : Ousmane Sembène
- Production : Filmi Domireve SNC
- Scénario : Ousmane Sembène
- Image : Georges Caristan, Orlando L. López, Seydina D. Saye, Farba Seck
- Son : El Hadj M'Bow
- Musique : Samba Diabara Samb
- Montage: Florence Eymon

## Récompense
- Festival international du film de Karlovy Vary 1976 : Prix spécial du jury[1] (ex aequo avec Villa Zone d'Edouard Zahariev)

## Analyse
Comme dans Le Mandat, Sembène développe une vision critique de la société sénégalaise, notamment en représentant le manque de solidarité, la concussion et les rapports de domination (entre riches et pauvres, entre hommes et femmes). Il peut à cet égard être considéré comme une satire sociale. 